# Клемен Чебуль
Клемен Чебуль (словен. Klemen Čebulj; нар. 21 лютого 1992) — словенський волейболіст, догравальник, гравець збірної Словенії та польського клубу «Ресовія» з Ряшева.

## Життєпис
Народився 21 лютого 1992 року.
Грав у словенських клубах «Фужинар» (OK Fužinar, Равне-на-Корошкем, 2007—2008), GOKOP (Фрам, 2008—2011), ACH Volley (Любляна, 2011—2012), італійських «Altotevere San Giustino» (2012—2013), CMC (Равенна, 2013—2015), «Cucine Lube Banca Marche Civitanova» (2015—2016), «Cucine Lube Civitanova» (2016—2017), «Revivre Axopower» («Павер Воллей», Power Volley, Мілан, 2017—2018), «Ітас Трентіно» (2019—2020), китайському «Шанхай Ґолден Ейдж» (2018—2019). Із сезону 2020—2021 є гравцем польського клубу «Asseco Resovia Rzeszów», або ВК «Ресовія» Ряшів.

### Досягнення

#### У збірній
- Віцечемпіон Європи 2021[4]